# 静岡県立下田高等学校南伊豆分校
静岡県立下田高等学校南伊豆分校（しずおかけんりつ しもだこうとうがっこう みなみいずぶんこう）は、静岡県賀茂郡南伊豆町に位置する県立高等学校。静岡県立下田高等学校の分校である。地元では単に「分校」（ぶんこう）と呼ばれている。

## 設置学科
- 全日制園芸科

2006年度の募集定員は全日制園芸科40名となっている。

## 沿革
- 1948年（昭和23年） - 静岡県立下田南高等学校南賀分校として創立。
- 1956年（昭和31年） - 名称を静岡県立下田南高等学校南伊豆分校に改称する。
- 1963年（昭和38年） - 農業科を園芸科に改称する。
- 2008年（平成20年） - 下田南高校が下田高校と統合されたことに伴い、名称を静岡県立下田高等学校南伊豆分校に改称する。

## 部活動
運動部
- 野球部
- 柔道部

文化部
- パソコン部

## 出身者
- 荒川仁人 - 元プロボクサー。在学中は野球部に所属、ポジションは投手。主将もつとめた[1]。

## 所在地
- 〒415-0306
- 静岡県賀茂郡南伊豆町石井58